# Haboku

Sesshū Tōyō - Haboku-Sansui

Haboku (破墨) e Hatsuboku (溌墨) são ambas técnicas de pintura empregadas em suiboku (pintura a tinta) na China e no Japão, como visto em pinturas de paisagens, envolvendo uma simplificação abstrata de formas e liberdade de pincelada. Os dois termos são frequentemente confundidos entre si no uso comum. Geralmente, haboku depende de um contraste em camadas de preto, cinza e branco, enquanto hatsuboku utiliza "respingos" de tinta, sem deixar contornos ou contornos claros. O estilo aparentemente começou na Dinastia Tang na China com o pintor Wang Qia (王洽, fl. 785–805, também conhecido como Wang Mo), mas infelizmente nenhuma de suas pinturas permance.
O haboku é um estilo de pintura sumi-e (tinta preta) que se desenvolveu no Japão durante o período Muromachi (1336-1573), tendo sido influenciado pela tradição chinesa. Haboku significa literalmente "tinta quebrada" ou "tinta despedaçada", e a técnica é caracterizada pelo uso de pinceladas rápidas, aparentemente desordenadas, que criam composições abstratas e impressionistas. A técnica valoriza a simplicidade e o vazio, deixando áreas de espaço em branco que sugerem elementos como a água, a névoa ou o céu. Esse estilo reflete a estética zen, baseada na noção de que a essência das coisas não se encontra na representação detalhada, mas na sugestão e na intuição.
O haboku foi introduzido no Japão por monges zen-budistas que estudaram na China, onde técnicas como a de "lavagem de tinta" (do chinês po mo) já eram empregadas para criar efeitos de profundidade e atmosfera. No entanto, os artistas japoneses deram ao haboku uma identidade própria, caracterizada por uma maior abstração e um olhar mais voltado para o vazio e a essência espiritual. Sesshū Tōyō (1420–1506) foi um dos grandes mestres do haboku no Japão, e sua obra “Paisagem Haboku” é um dos exemplos mais famosos da técnica. Sesshū usava traços e borrões aparentemente espontâneos, que à primeira vista parecem desordenados, mas que, ao serem contemplados, revelam uma paisagem harmoniosa e cheia de profundidade, com montanhas, árvores e rios que surgem na imaginação do espectador.
Esse estilo possui uma conexão profunda com a filosofia zen, especialmente com os conceitos de impermanência e vazio, em que o que não é pintado é tão importante quanto o que é. No haboku, o controle e a técnica do pintor são cruciais, pois cada pincelada precisa ser precisa, deixando pouca margem para erros. As áreas de tinta densa se misturam com traços suaves e espaços em branco, criando um contraste que evoca harmonia entre o cheio e o vazio, o material e o imaterial. Assim, o haboku não se trata apenas de uma técnica de pintura, mas também de uma prática espiritual que expressa o estado mental do pintor e sua compreensão do mundo e da natureza.
A influência do haboku se estende além do período Muromachi, marcando profundamente a pintura japonesa posterior e contribuindo para a estética minimalista que seria característica do Japão. É um estilo que convida à contemplação e à introspecção, permitindo que o espectador participe da criação do quadro ao completar mentalmente a paisagem sugerida.